# Japansk konst under Edoperioden

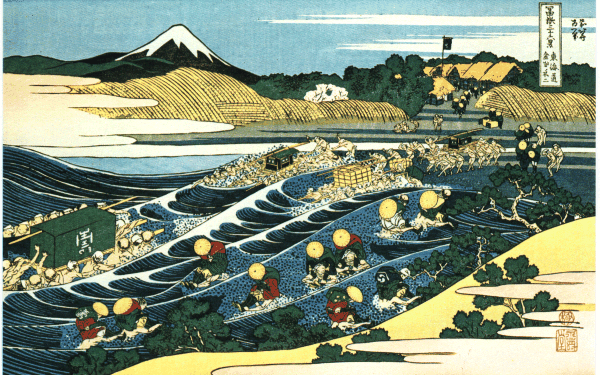
Katsushika Hokusai (1760–1849), Korsande Oifloden, ur 36 vyer över Fujiberget.

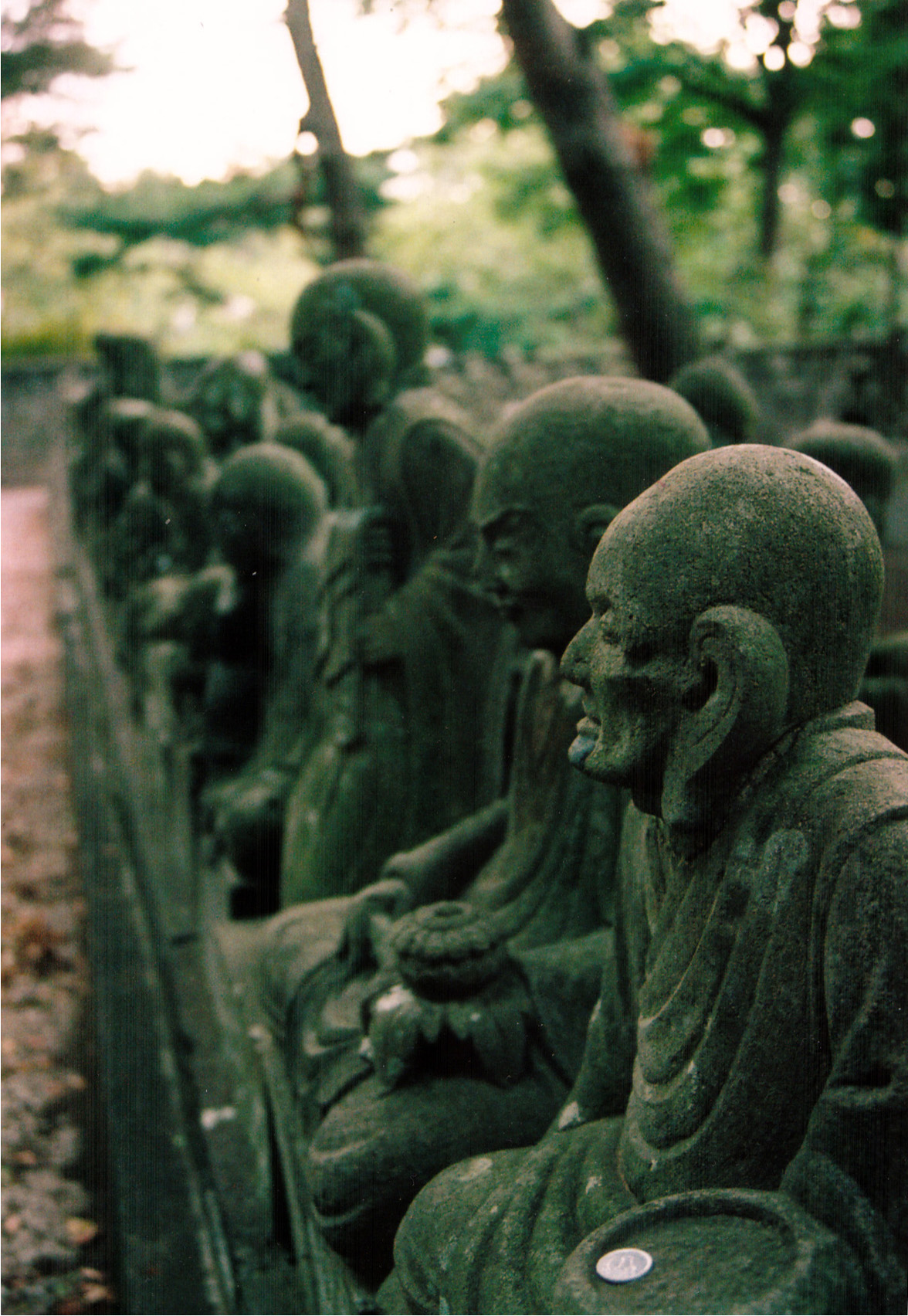
De 500 statyerna i Rakan, Kawagoe, 1782-1825.

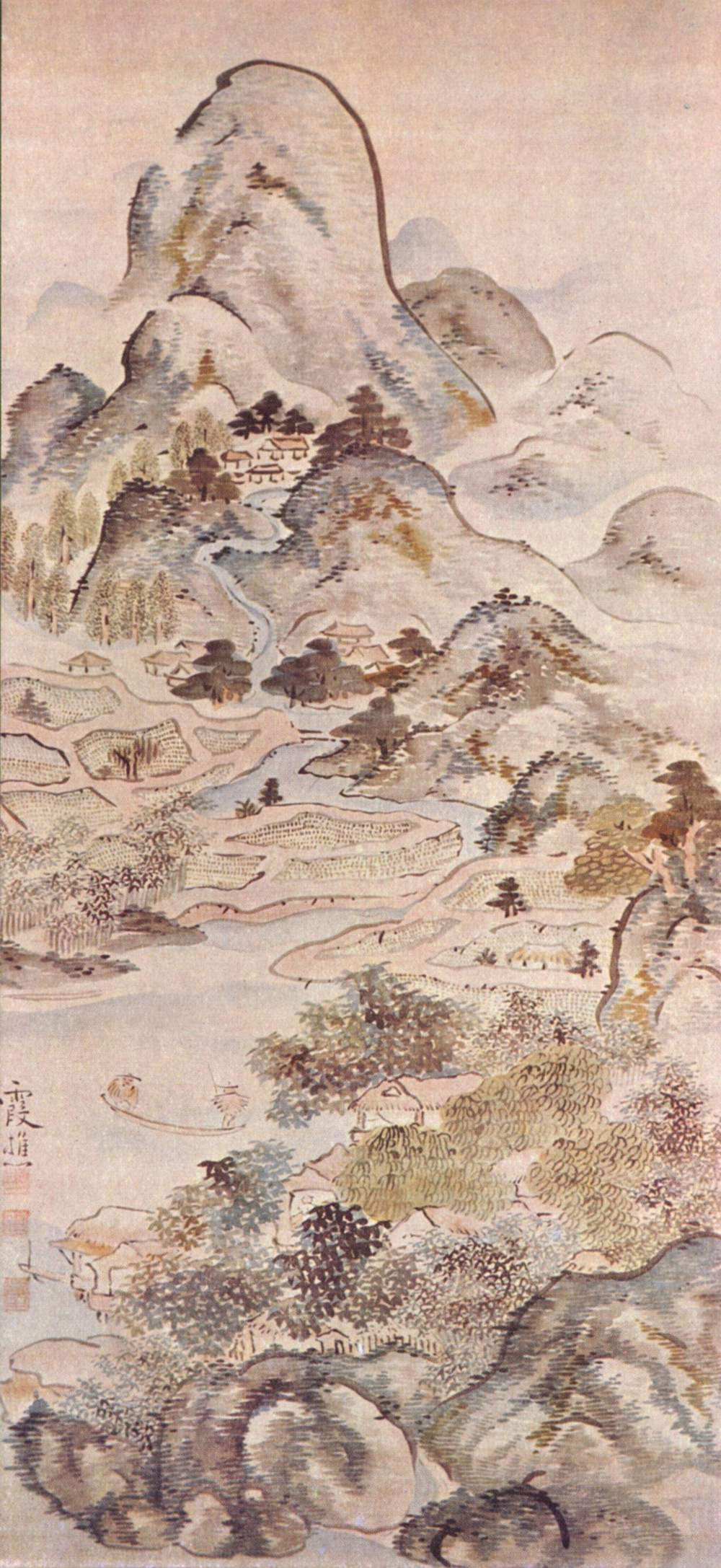
Landskapscen av Ikeno Taiga, mitten av 1800-talet.

Edoperioden påbörjades sedan Tokugawashogunatet lyckades få fullständig kontroll över den japanska regeringen 1603 och genast började arbeta för fred och ekonomisk och politisk stabilitet, en strävan som man i stora stycken lyckades med. Shogunatet överlevde ända till 1867 då man inte lyckades hantera de västerländska kraven att öppna gränserna för internationell handel. Utmärkande för perioden är shogunatets repressiva politik och de konstnärliga försöken att ta sig ut ur de begränsningar som den innebar. Shogunatet styrde i detalj allt i samhället: Man stängde landets gränser och förbjöd utländsk kultur, man upprättade regler för hur varje människa skulle vara klädd, vem man kunde gifta sig med och räknade många aktiviteter som inte var tillåtna för någon.
I början av Edoperioden, innan effekterna av Tokugawas politik fått fullt genomslag, hann man producera vad många betraktar som några av de finaste konstverken i Japans historia: Bl.a. Katsurapalatset och Sotatsus målningar. Katsura, en imitation av prins Genjis palats, består av ett antal shoinbyggnader som kombinerar element från den klassiska japanska traditionen med några innovativa tillägg och omges av en park med vackra gångvägar.
Edo (dagens Tokyo) drabbades återkommande av omfattande bränder vilket gjorde att man övergick till en enklare arkitektur som underlättade återuppbyggandet efter förödelserna. Inför den torra säsongen samlade man in virke i mindre städer i närheten. Efter att en brand utbrutit och släckts, fördes virket snabbt till staden där stora mängder hus snabbt kunde återuppbyggas. Andra shogunatets policy sankin kotai gjorde att daimyo, de ledande härskardynastierna, tvingades uppföra påkostade residens och offentliga parker i Edo, av vilka Korakuen fortfarande finns kvar.

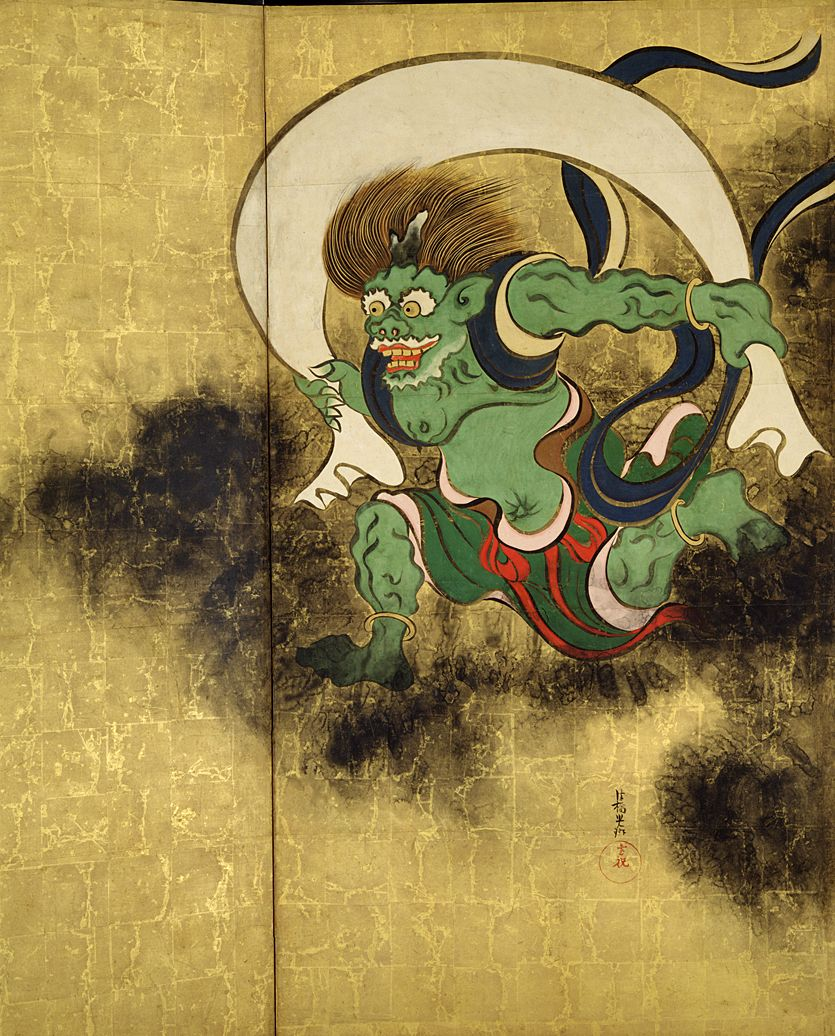
Sotatsu Tawaraya bild av vindguden Ogata Korin.

Sotatsu Tawaraya utvecklade en dekorativ stil genom att återuppta motiv från den klassiska litteraturen och låta figurerna och motiven från hans samtid målade i klara färger avteckna sig mot en guldbakgrund. 
Av stor betydelse i väst var ukiyoe, färgträsnittet som användes till allt möjligt från skolböcker till pornografi. De första Ukiyoeverken tillkom redan i slutet av 1600-talet men Harunobu var först med att producera polykroma tryck 1764 och fick snart sällskap av en andra generation konstnärer, bl.a. Torii Kiyonaga och Utamaro. På 1800-talet blev Hiroshige den dominerande konstnären med sina romantiska och ibland till och med sentimentala landskap. Hans udda perspektiv och former blev tillsammans med Kiyonagas och Utamaros betoning av ytan och de betonade kontrulinjerna viktiga inspirationskällor för västerländska konstnärer som Edgar Degas och Vincent van Gogh.
En annan betydande konstnärlig riktning under denna tid var bunjinga. Liksom ukiyoe använde sig av motiv som stod fria från shogunatets censur, till exempel från Edos nöjeskvarter Yoshiwara, vände sig bunjinga till den kinesiska kulturen. Några representiva konstnärer för denna riktning är Ikeno Taiga, Yosa Buson, Tanomura Chikuden och Yamamoto Baiitsu.